# Хаметов, Султан Нурланович
Султан Нурланович Хаметов (род. 8 января 1994 года, Семей) — казахстанский биатлонист, мастер спорта Республики Казахстан по биатлону и по полиатлону (3-борье с лыжной гонкой), многократный чемпион Республики Казахстан, участник кубка IBU 2015/2016 по биатлону.

## Карьера
Член национальной сборной Республики Казахстан по биатлону в сезоне 2015/2016.
Участник этапов Кубка IBU. Лучший результат — 116 место.
Чемпион Республики Казахстан по полиатлону (3-борье с лыжной гонкой) в сезоне 2007/2008.
Выпускник Казахской академии спорта и туризма.
Выпускник военной школы-лицея «Жас Улан».